# Guerra d'Escània
La Guerra d'Escània (Danès:Skånske Krig, Suec: Skånska kriget, Alemany: Schonischer Krieg) formà part de les Guerres del Nord i involucrà el Regne de Dinamarca i Noruega, Brandenburg i l'Imperi Suec. La lluita es concentrà principalment a les Terres d'Escània, les províncies frontereres daneses amb Suècia i el nord d'Alemanya. Mentre que les darreres batalles lliurades són considerades com a part de la Guerra d'Escània en les historiografies angleses, daneses i sueques, per la historiografia alemanya són considerades una guerra diferent, coneguda com a Guerra Sueco-Brandegurgesa (Alemany: Schwedisch-Brandenburgischer Krieg).
La guerra va ser provocada per la participació sueca a la Guerra francoholandesa. Suècia havia establert una aliança amb França contra diversos països europeus. Les Províncies Unides, atacades per França buscaren el suport de Dinamarca-Noruega. Després d'alguns dubtes inicials, el rei Cristià V inicià la invasió de les Terres d'Escània el 1675, mentre els suecs estaven ocupats combatent a Brandenburg. La invasió d'Escània es combinà amb l'obertura d'un altre front a la frontera Noruega, aquestes operacions reberen el no de Guerra de Gyldenløve, forçant als suecs a lluitar en dos fronts, a més a més dels combats al Sacre Imperi Romanogermànic.
L'objectiu danès era recupera les Terres d'Escània que foren cedides a Suècia pel Tractat de Roskilde, després de les Guerres del Nord. Encara que l'ofensiva sueca va tenir grans èxits inicials, la contraofensiva sueca liderada per Carles XI de Suècia, de 19 anys, recuperà gran part del terreny perdut.
Aquesta fou una guerra sense un vencedor clar, els suecs perderen la guerra al mar, els danesos foren derrotats a Escània pels suecs, i aquests al nord d'Alemanya pels branderburgesos. La guerra i les hostilitats finalitzaren quan les Províncies Unides, aliades de Dinamarca, establiren una estreta aliança amb França i Carles XI es casà amb la princesa danesa Ulrica Elionor, germana de Cristià V. La pau es formalitzà amb la mediació de França als tractats de Fontaineblaeu i Lund, entre Suècia i Dinamarca, i el de Saint-Germain-en-Laye, entre Suècia i Brandenburg, que retornaren a Suècia la major part dels territoris ocupats.

## Antecedents

### Aliança franco-sueca
A la dècada de 1660s i principis de la de 1670, l'Imperi Suec experimentà una crisi financera. Amb l'esperança d'obtenir subsidis Carles XI formà una aliança anti-francesa, coneguda com la Triple Aliança (1668), amb les Províncies Unides i el Regne d'Anglaterra. L'aliança es trencà quan Carles II d'Anglaterra s'apropà a França el 1670, després de la Guerra de Devolució.
L'abril de 1672, Suècia i França establiren una aliança, amb la promesa francesa d'un subsidi de 400.000 riksdaler en temps de pau, que s'incrementarien a 600.000 en temps de guerra, amb la promesa que els suecs mantinguessin 16.000 homes en els dominis alemanys. Suècia i França van signar una aliança amb França on li prometien 400.000 riksdalers o subsidis en temps de pau, quantitat que es va elevar a 600.000 en temps de guerra, per tal que Suècia mantingués un fort exèrcit de 16.000 homes en els seus dominis alemanys. A més a més, Suècia mantingué bones relacions amb els Ducs de Holstein-Gottorp al sud de Dinamarca.
El setembre de 1674, Suècia augmentà el seu exèrcit fins a 22.000 homes, després que França incrementes el subsidi a 900.000 riksdalers, que va amenaçar de retirar si Suècia no feia servir el seu exèrcit, estacionat a la Pomerània Sueca, per atacar els seus enemics. Al desembre, l'exèrcit suec augmentà de 25.000 a 26.000 homes: 4.000-5.000 d'ells estacionats a Bremen, 2.000-3.000 a Wismar, 6.000-7.000 a la Pomerània Sueca i 13.000 com a exèrcit de maniobra a les ordres de l'Alt Conestable de Suècia i Mariscal de Camp Carl Gustaf Wrangel.

### Aliança anti-franco-sueca
Una altra, aliança defensiva es formà el setembre de 1672 entre Dinamarca, l'Emperador Leopold I, el Marcgraviat de Brandenburg, i els ducats de Brunswick-Celle, Brunswick-Wolfenbüttel i Hessen-Kassel. Aquesta aliança mantingué un exèrcit de 21.000 infants i 10.500 genets, i des de maig de 1673, un addicional de 12.000 homes i vint vaixells pagats gràcies als subsidis holandesos. Brandenburg era el segon estat germànic més poderós, només per darrere l'Arxiducat d'Austria, i mantingué el seu propi exèrcit de 23.000 homes.
Els holandesos foren atacats pels francesos el 1672, conegut com el rampjaar, donant lloc a la Guerra francoholandesa que finalitzà amb els Tractats de Nimega el 1678. Roi soleil Lluís XIV intentà debilitar l'aliança anti-francesa combatent-los des de les seves fronteres orientals: donà suport a John Sobieski, candidat al Tron del Regne de Polònia, també dona suport a una revolta de nobles a Hongria, i animà a l'exèrcit de Brandenburg a entrar en guerra amb Suècia.

## Operacions a terra

### Fehrbellin

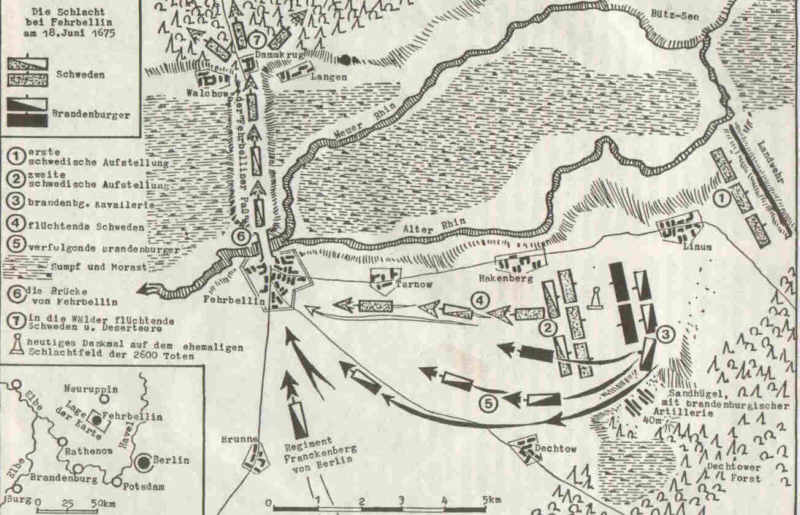
Batalla de Fehrbellin: atac branderburgés a l'exèrcit suec que creuava el Rin i els pantans propers (Rhinluch) en una presa al nord de Fehrbellin. Fou una derrota menor en termes militars, però costà a Suècia la seva reputació i propicià que Dinamarca-Noruega entrés en la guerra.

El desembre de 1674, Lluís XIV va demanar a Suècia que ataqués Brandenburg. Wrangel avançà sobre Uckermark, una regió fronterera entre Brandenburg i Pomerània, preparant quarters per les seves tropes mentre el clima no li permetés avançar cap a l'oest fins a Hannover. Frederic Guillem rebé les notícies a la vall del Rin, i girà cap al nord-est per enfrontar Wrangel. El 18 de juny (C.G.) o 28 de juny (C.J.) els exèrcits s'enfrontaren a la batalla de Fehrbellin
El combat de Fehrbellin fou una simple escaramussa, amb menys de 600 morts, però va ser una derrota a mans d'una força numèricament inferior d'un país que Suècia no tenia en bona consideració a nivell militar. Com a resultat d'aquesta derrota, Suècia semblà vulnerable, encoratjant als països veïns que havien estat atacats pels suecs anteriors a la Guerra d'Escània. Wrangel es retirà a la plaça sueca de Demmin.
Quan les Províncies Unides demanaren ajut als danesos contra França i els seus aliats en la Guerra francoholandesa, el rei danès Cristià V acceptà per tal de poder atacar Suècia i recuperar els territoris del sud de la Península Escandinava que havien estat danesos. El comte Peder Griffenfeld, un influent conseller reial, desaconsellà aquesta maniobra, i insistí a portar a terme una política més pro-francesa. Però quan les numèricament superiors forces sueques perderen la batalla de Fehrbellin, el 28 de juny de 1675 (la primera derrota sueca des de la Guerra dels Trenta Anys), Cristià V veié la seva oportunitat, i desoint Griffenfeld, atacà.

### Al nord d'Alemanya

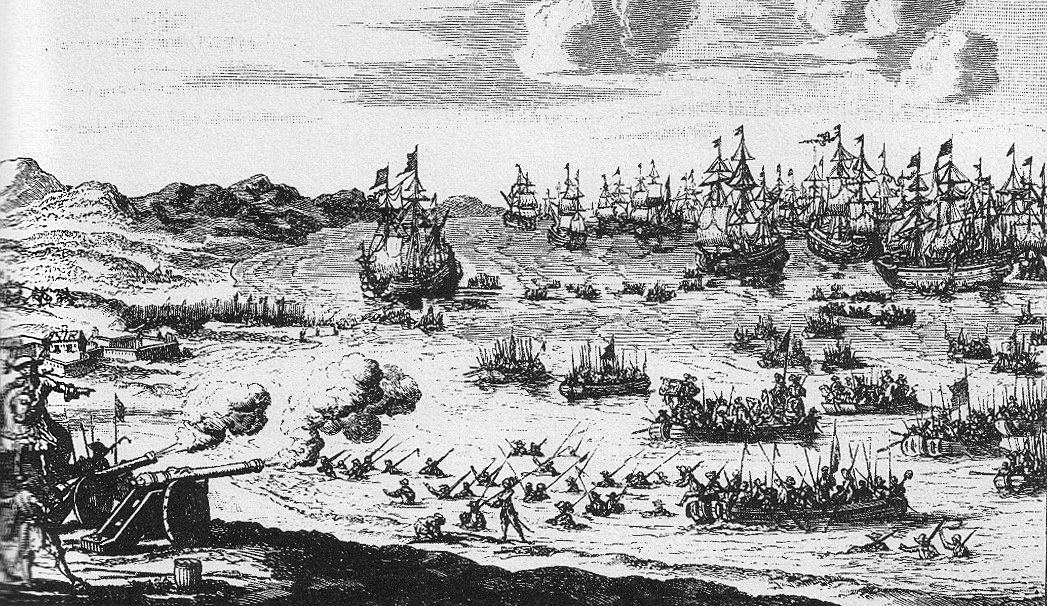
Invasió a la plaça sueca de Rügen, 1678

En aquest punt, l'imperi suec a Alemanya començava a enfonsar-se. El 1675, la major part de la Pomerània Sueca i el Ducat de Bremen havien estat ocupats per les tropes de Brandenburg, Austria i Dinamarca. El desembre de 1677, l'elector de Brandenburg capturà Stettin. L'11 d'octubre de 1678 va tenir lloc la batalla de Stralsund i la ciutat caigué. Greifswald, la darrera possessió sueca al continent fou ocupada el 5 de novembre. L'aliança defensiva amb Joan III de Polònia, es revelà com a inoperativa arran de les derrotes navals sueques i de les dificultats pròpies dels polonesos.

### Reconquesta danesa d'Escània
La reconquesta danesa d'Escània (que fou capturada pels suecs el 1658) començà amb la captura de Helsingborg el 29 de juny de 1676. El rei danès Cristià V va dirigir un exèrcit de 15.000 homes contra 5.000 defensors suecs, que es dispersaren per tota la província.
Inicialment l'operació va ser un gran èxit. Gran part dels camperols locals es posaren al costat dels danesos que superaven les tropes sueques.
Ciutat rere ciutat caigueren en mans dels danesos i els suecs s'hagueren de retirar cap al nord, vers la Suècia autèntica. En el transcurs d'un més només la ciutat fortificada de Malmö era conservada pels suecs.

### La Guerra de Gyldenløve
Els registres històrics noruecs anomenen les campanyes a Noruega, o en les províncies formalment noruegues, com la Guerra de Gyldenløve; arran del nom del Governador General Ulric Frederic Gyldenlove, que fou el comandant en cap del teatre d'operacions noruec. Les ofensives noruegues en general foren exitoses, però només serviren per compensar els fracassos danesos en altres fronts.

#### El punt mort de 1675
Simultàniament a la invasió danesa, les forces noruegues es desplegaren al llarg de la frontera sueca per atacar Suècia des de dos fronts. Una força de 4.000 noruecs es concentrà a Fredrikshald a les ordres del General Russenstein, per protegir la frontera i intentar reconquerir Bohuslän, que en el passat fou una província noruega. El general suec Ascheberg prengué posicions a Svarteborg amb 2.000 homes. Les operacions al llarg de la frontera noruega-sueca duran el 1675 foren un seguit d'escaramusses amb la finalitat de provar les defenses contràries. Gyldenlove dirigí una flota de galeres amb 1.000 homes al llarg de la costa per tallar les rutes de subministrament d'Ascheberg. Les informacions de la intel·ligència sueca els permeteren desbaratar l'operació. Ambdós exèrcits es retiraren als quarters d'hivern en els districtes fronterers.

#### Campanya de Gyldenlove de 1676

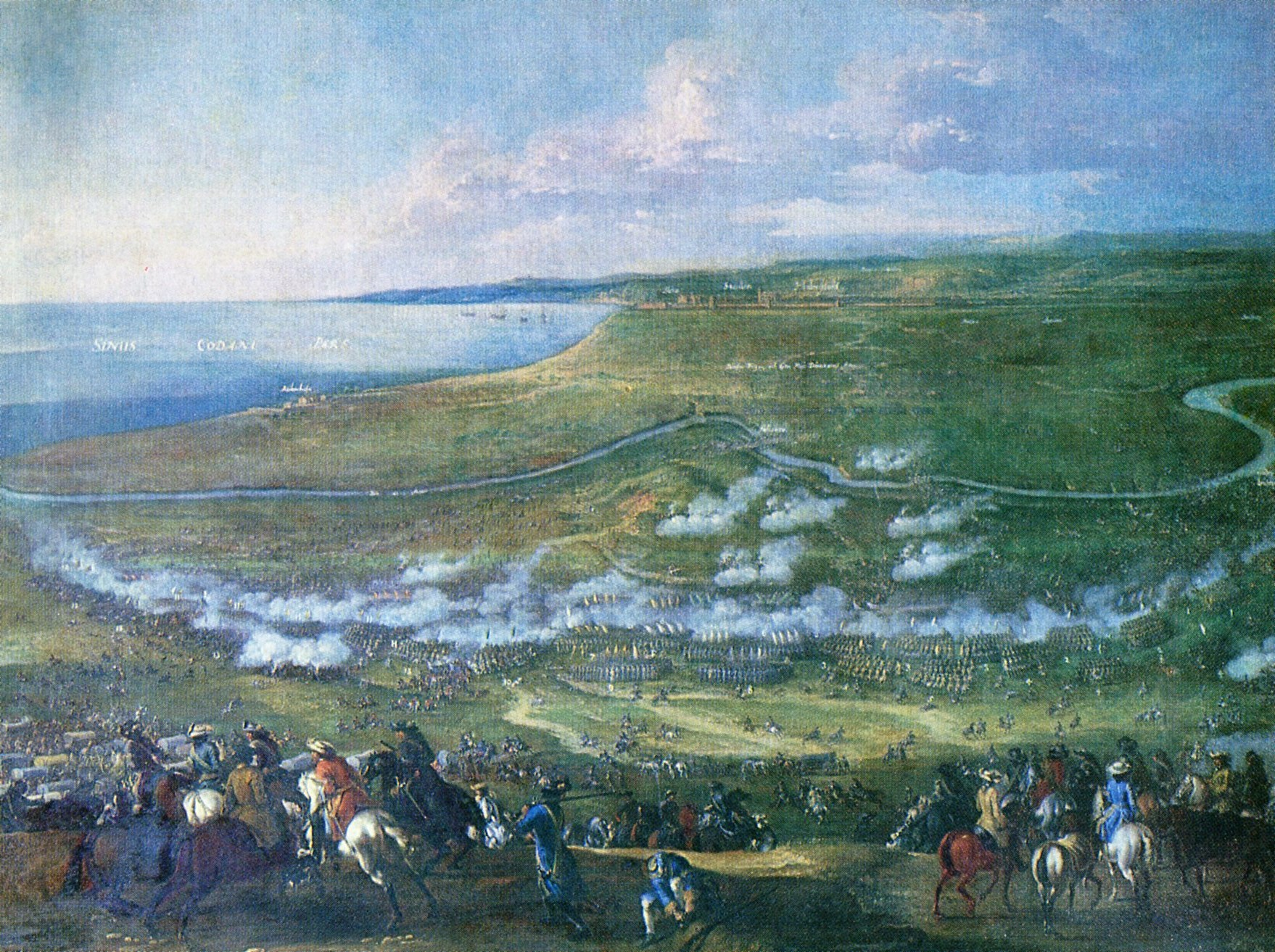
Batalla de Halmstad

El 1676 Gyldenlove dirigí les forces noruegues al camp de batalla. Les seves tropes prengueren i ocuparen el pas de Kvistrum i avançaren cap al sud, seguint l'Uddevalla enfrontant-se a una mínima resistència. Les tropes sueques presentaren més resistència quan els noruecs atacaren Vänersborg, però sense èxit. Des d'allà les seves forces marxaren cap a la fortalesa de Bohus on foren reforçats pel General Tønne Huitfeldt i els seus 5.000 homes. A principis d'agost una expedició danesa fou enviada al nord per prendre la ciutat Halmstad i després avançà al llarg de la costa oest sueca per establir contacte amb les forces de Gyldenlove. Carles XI liderà les seves forces a la batalla de Fyllebro on derrotà les tropes mercenàries daneses liderades pel general escocès Duncan, evitant així la unió de les dues forces invasores. Els suecs es retiraren cap al nord per reclutar més tropes. Cristià V marxà amb el seu exèrcit contra Halmstad i assetjà la ciutat un parell de setmanes, però renuncià i retornà als seus quarters d'hivern a Escània.

#### La reconquesta de Bohuslän
Tot i la derrota de les forces daneses a Fyllebro, l'exitosa reconquesta d'Escània permeté a les tropes noruegues recuperar Bohuslän. Durant l'hivern de 1677, l'exèrcit norueg fou incrementat a 17.000 homes, permeten un augment de les operacions bèl·liques. Gyldenlove capturà la fortalesa de Marstrand en juliol i uní forces amb el General Løvenhjelm.
Els suecs organitzaren una contraofensiva a les ordres de Magnus Gabriel De la Gardie, enviant un exèrcit de 8.000 homes a repel·lir les tropes noruegues. El contraatac fracassà i s'hagueren de retirar, retenint només la fortalesa de Bohus a Bohuslän.

#### La reconquesta de Jämtland
L'agost de 1677, 2.000 noruecs, encapçalats pel General Reinhold von Hoven i el General Christian Shultz reconqueriren Jämtland, que havia format part de Noruega en el passat.
Encara que Bohuslän i Jämtland foren noruegues en el passat i les forces d'invasió en ambdós casos reberen el suport de les poblacions locals, les coses anaven malament per Dinamarca i Noruega en la campanya d'Escània, i les foreces noruegues es retiraren quan ho ordenà Cristià V.

### La guerra a Escània
El 24 d'octubre de 1676, el rei suec Carles XI marxà contra Escània amb 12.000 homes, forçant als danesos a estar a la defensiva. Després d'una sèrie d'escaramusses l'exèrcit va ser durament colpejat a la batalla de Lund el 4 de desembre. Tot i els avenços de Gyldenlove al nord, l'ofensiva sueca de Carles XI va inclinar la balança a favor seu. Després de l'intent fallir de prendre Malmö i la derrota a la batalla de Landskrona l'exèrcit suec a Escània encara no estava vençut, però la seva moral havia estat destruïda.
Tot i això, els danesos mantingueren la ciutat fortificada de Landskrona i foren capaços d'enviar més mercenaris holandesos i alemanys. El juliol de 1678 Cristià V marxà a l'est per rescatar la debilitada guarnició danesa de Kristianstad assetjada pels suecs. Després d'enfrontar-se a l'exèrcit suec a la plana a l'oest de Kristianstad, Cristià V optà per no oferir batalla, retirar-se a Landskrona i evacuar les seves tropes d'Escània.

## Guerra al mar

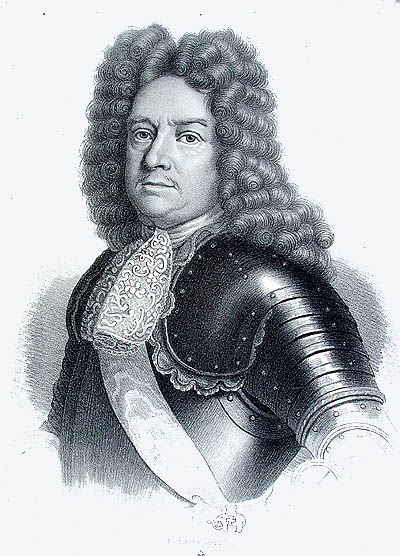
L'almirall danès Niels Juel va dirigir les forces daneses a la victòria en les batalles de Fehmarn i Køge Bay

### Batalla de Öland
La guerra també es va lliurar al mar. A la batalla d Öland, lliurada l'1 de juny de 1676, la flota danesa i holandesa obtingueren una gran victòria contra el suecs, enfonsant un dels grans vaixells de l'època, Kronan. Amb aquesta victòria obtingueren el control de la mar Bàltica.

### Batalla de Fehmarn
Els danesos guanyaren un altre important enfrontament a la batalla de Fehmarn, el 31 de maig de 1677. La batalla es desenvolupà entre Fehmarn i Warnemünde, al nord de l'actuak Alemanya. Els danesos estaven bloquejant una esquadra sueca a Göteborg, i ambdós bàndols enviaren flotes de reforç per obtenir una victòria decisiva al mar. Els vaixells suecs, a les ordres d'Erik Carlsson Sjöblad, salparen per retornar al Bàltic i es trobaren una esquadra més nombrosa a les ordres de l'Almirall danès Niels Juel. L'acció va començar la tarda del 31 i continuà fins l'endemà al matí. Va ser una victòria danesa gairebé completa. Diversos vaixells suecs foren capturats, la majoria quan tractaven de fugir, un d'ells encallà i fou cremat.

### Batalla de la Badia de Køge
El control del mar fou assegurat, quan la flota danesa, liderada per Niels Juel, derrotà la flota sueca a la batalla de la Badia de Køge, prop de Copenhaguen. Els suecs perderen uns 3.000 homes en l'enfrontament, mentre que els danesos només tingueren 375 baixes. L'èxit danès va obstaculitzar la capacitat dels suecs de transportar tropes entre Alemanya i Suècia.

## Pau
Articles principals: Tractat de Lund i Tractat de Saint-Germain-en-Laye (1679)
La Pau va ser negociada entre França, en nom de Suècia, i Dinamarca en el Tractat de Fontainebleau el 23 d'agost de 1679. La pau, la qual va ser dictada en gran manera per França, estipulava que tot el territori perdut per Suècia durant la guerra li havia de ser retornat. Així els termes formulats al Tractat de Copenhagen es mantingueren vigents. Això fou reafirmat pel Tractat de Lund, signat per Dinamarca-Noruega i Suècia. Dinamarca rebé unes minses compensacions de guerra i retornà Rügen als suecs. De la mateixa manera, Brandenburg hagué de retornar Bremen-Verden i la Pomerània Sueca, a Suècia en el Tractat de Saint-Germain-en-Laye.
La guerra va ser devastadora a Escània i tallar de soca-rel les esperances de la guerrilla pro-sueca, coneguda com a Snapphane, que patí una terrible repressió a mans de les autoritats sueques restaurades.